# 瀬上景康
瀬上 景康 （せのうえ かげやす）は、戦国時代から江戸時代初期にかけての武将。伊達氏の家臣。家格は御一家。

## 生涯
瀬上氏は伊達氏5代・伊達宗綱の三男・瀬上肥後守行綱を先祖とする。行綱は嘉元年間（1303年～1305年）に8代将軍・久明親王から、陸奥信夫郡瀬上邑を賜り、瀬上を姓とした。
天文22年（1553年）、信夫郡大笹生城主・瀬上平三郎定康の子として誕生。
永禄11年（1568年）4月、平三郎景康は伊達郡小手荘小嶋口（伊達郡川俣町小島）での相馬盛胤と伊達輝宗の合戦において、抜群の忠功を挙げ、輝宗より伊達郡御代田郷（伊達郡旧月舘町御代田）の内数箇所の地を恩賞として賜った。
天正4年（1576年）8月、大笹生城主となっていた三郎景康は、伊達輝宗に従い相馬盛胤との戦いの為、伊具表に出陣する。景康は軍を率い、飯坂宗康・大波長成・須田左馬之助らと共に13番備で出陣した。天正13年（1585年）11月、安積表に二本松義綱救援として佐竹義重、蘆名亀王丸名代・阿南姫、岩城常隆、石川昭光、白河義親ら連合軍が総勢3万余り率いて須賀川方面より攻撃してきた人取橋の戦いでは、中務景康は中島宗求・浜田景隆・桜田元親らと共に本宮城に布陣し、その後、乱戦となったが、翌日の連合軍退却により、人取橋の戦いは終結した。
天正16年（1588年）5月15日、伊達政宗は石川光昌謀反の討伐のため米沢城を出陣。景康は信夫郡庭坂の麓に於いて、伊達本隊を桑折政長と共に御迎えし御酒を進上した。同月22日、石川光昌領地の小手森城攻撃に出陣した。同年6月15日、佐竹義重・石川昭光・岩城常隆らが主とする連合軍が、郡山城（城主は郡山頼祐）を攻める為に再び安積表に攻撃してきた郡山合戦では、政宗は郡山頼祐の救援依頼により出陣。防備のため福原城の前に御陣所を備える作戦にでた。その為、景康は福原城（安積郡福原城。城主は福原孤月斎）、飯坂宗康と大嶺式部は窪田城（城主は中村右衛門）、大條宗直は高倉城へ城請取りに遣わされる。その最中にも、相馬義胤は田村宗顕領への侵入を企て、度々攻撃をしかけて来た為、同年7月9日、景康は常葉城（城主は常葉伊賀）を守備する田村清康に増援部隊として派遣され警固にあたった。郡山合戦は、その後、多少の小競り合いが発生したが、同月16日、伊達政宗名代の留守政景と連合軍側名代の石川昭光の対面の義により、和睦となった。実に久々の兄弟同士の対面でもあった。
天正17年（1589年）4月21日、岩城常隆が突如として田村宗顕の田村領に攻め入り、田村郡鹿股城（城主は鹿股久四郎、増援として福原孤月斎）は落城する。この時、鹿股久四郎と福原孤月斎は岩城常隆に侘び、三春城に退いた。その為、伊達政宗の命により、景康は桑折宗長・桑折政長・飯坂宗康・大條宗直らと共に、田村宗顕の増援部隊として再び三春城に派遣され、田村氏領地の警固に赴いた。そんな最中、同年5月18日、政宗が突如として相馬境の新地箕頸山城・駒峯城を攻める作戦を発令し、景康は、大條宗直・桑折政長と共に田村領より召し返され、相馬表攻擊に転身して出陣した。代わりに田村宗顕の三春城の警固には、伊達成実・白石宗実・片倉景綱の部隊が差遣わされた。同年6月5日、摺上原の戦いにより、伊達政宗は蘆名義広に勝利、居城を会津黒川城に移す。9月28日、その会津黒川城に於いて、中務景康は伊達宗清・増田宗繁と共に伊達政宗より饗せられる。天正19年（1591年）、伊達政宗が奥州仕置により岩出山に移る際、これに従い、今までの功を賞され采地を若干賜った。
元和3年7月21日（1617年8月22日）、死去。享年65。